# Bernard Zongo
Pour les articles homonymes, voir Zongo (homonymie).
Bernard Zongo est un écrivain et homme de lettres français d'origine burkinabè. Il est auteur de plusieurs livres.

## Biographie

### Enfance, éducation et débuts
Bernard Zongo est né le 18 août 1962 à Ouagadougou au Burkina Faso. Il est docteur en linguistique de l'université de Rouen depuis 1993. Chargé de cours à la même université, il est enseignant de lettres modernes dans les lycées depuis 2004,.

### Carrière
Bernard Zongo est professeur de lettres modernes.
Il est auteur de plusieurs ouvrages,. Il est aussi auteur du livre "Petit manuel du mooré pratique".

## Œuvres
- Mensonges et vérités sur la question noire en France - Ma réponse à Gaston Kelman, éditions Acoria, 2006
- Petit manuel du mooré pratique